# Epitaph (album, King Crimson)
Epitaph je koncertní box set britské rockové skupiny King Crimson. Byl vydán v roce 1997 (viz 1997 v hudbě) a nachází se na něm koncertní a rádiové nahrávky kapely z jich počátečního období, z roku 1969.
Epitaph je tvořen čtyřmi kompaktními disky. Původní vydání obsahovalo první dva disky, 63stránkový booklet, prostor pro zbylé dva disky a také leták s návodem pro jejich získání, neboť byly zasílány pouze poštou. Evropská reedice z roku 2006 byla prodávána jako dvě klasická dvojalba, naopak japonská edice z roku 2007 obsahovala všechny čtyři disky a navíc i jeden bonusový.

## Seznam skladeb
Všechny skladby napsal(i) Robert Fripp, Ian McDonald, Greg Lake, Michael Giles a Peter Sinfield, pokud není uvedeno jinak. 
| Disk 1 | Disk 1                           | Disk 1             | Disk 1                                                                        | Disk 1 |
| Pořadí | Název                            | Autor              | Nahráno                                                                       | Délka  |
| ------ | -------------------------------- | ------------------ | ----------------------------------------------------------------------------- | ------ |
| 1.     | 21st Century Schizoid Man        |                    | Maida Vale Studios, Londýn (Spojené království), 6. května 1969 pro BBC Radio | 7:06   |
| 2.     | The Court of the Crimson King    | McDonald, Sinfield |                                                                               | 6:27   |
| 3.     | Get Thy Bearings                 | Donovan            | Maida Vale Studios, Londýn (Spojené království), 19. srpna 1969 pro BBC Radio | 5:59   |
| 4.     | Epitaph                          |                    |                                                                               | 7:08   |
| 5.     | A Man, A City                    |                    | New York (New York, USA), 21. listopadu 1969                                  | 11:41  |
| 6.     | Epitaph                          |                    |                                                                               | 7:42   |
| 7.     | 21st Century Schizoid Man        |                    |                                                                               | 7:16   |
| 8.     | Mantra                           |                    | San Francisco (Kalifornie, USA), 13. prosince 1969                            | 3:47   |
| 9.     | Travel Weary Capricorn           |                    |                                                                               | 3:15   |
| 10.    | Improv – Travel Bleary Capricorn |                    |                                                                               | 2:23   |
| 11.    | Mars                             | Holst              |                                                                               | 8:53   |

| Disk 2 | Disk 2                        | Disk 2                       | Disk 2                                             | Disk 2 |
| Pořadí | Název                         | Autor                        | Nahráno                                            | Délka  |
| ------ | ----------------------------- | ---------------------------- | -------------------------------------------------- | ------ |
| 1.     | The Court of the Crimson King | McDonald, Sinfield           | San Francisco (Kalifornie, USA), 14. prosince 1969 | 7:13   |
| 2.     | Drop In                       | Fripp, Giles, Lake, McDonald |                                                    | 5:14   |
| 3.     | A Man, A City                 |                              |                                                    | 11:19  |
| 4.     | Epitaph                       |                              |                                                    | 7:31   |
| 5.     | 21st Century Schizoid Man     |                              |                                                    | 7:37   |
| 6.     | Mars                          | Holst                        |                                                    | 9:42   |

| Disk 3 | Disk 3                                 | Disk 3             | Disk 3                                     | Disk 3 |
| Pořadí | Název                                  | Autor              | Nahráno                                    | Délka  |
| ------ | -------------------------------------- | ------------------ | ------------------------------------------ | ------ |
| 1.     | 21st Century Schizoid Man              |                    | Streat (Spojené království), 9. srpna 1969 | 7:14   |
| 2.     | Get Thy Bearings                       | Donovan            |                                            | 10:32  |
| 3.     | The Court of the Crimson King          | McDonald, Sinfield |                                            | 6:43   |
| 4.     | Mantra                                 |                    |                                            | 8:46   |
| 5.     | Travel Weary Capricorn                 |                    |                                            | 3:57   |
| 6.     | Improv“ včetně „By the Sleeping Lagoon | Coates             |                                            | 8:54   |
| 7.     | Mars                                   | Holst              |                                            | 7:23   |

| Disk 4         | Disk 4                    | Disk 4                       | Disk 4                                          | Disk 4 |
| Pořadí         | Název                     | Autor                        | Nahráno                                         | Délka  |
| -------------- | ------------------------- | ---------------------------- | ----------------------------------------------- | ------ |
| 1.             | 21st Century Schizoid Man |                              | Chesterfield (Spojené království), 7. září 1969 | 7:57   |
| 2.             | Drop In                   | Fripp, Giles, Lake, McDonald |                                                 | 6:20   |
| 3.             | Epitaph                   |                              |                                                 | 7:22   |
| 4.             | Get Thy Bearings          | Donovan                      |                                                 | 18:20  |
| 5.             | Mantra                    |                              |                                                 | 5:29   |
| 6.             | Travel Weary Capricorn    |                              |                                                 | 4:54   |
| 7.             | Improv                    |                              |                                                 | 4:34   |
| 8.             | Mars                      | Holst                        |                                                 | 5:37   |
| Celková délka: | Celková délka:            | Celková délka:               | Celková délka:                                  | 241:26 |

## Obsazení
- King Crimson
  - Robert Fripp – kytara
  - Greg Lake – baskytara, zpěv
  - Ian McDonald – dechové nástroje, klávesy, mellotron, vokály
  - Michael Giles – bicí, perkuse, vokály